# 10608 Mameta
10608 Mameta este o planetă minoră (asteroid), cu un diametru de 25,184 km, din centura de asteroizi. A fost descoperită pe 7 noiembrie 1996 la Kitami Observatory⁠(d) de Kin Endate. 
Obiectul prezintă o orbită caracterizată de o semiaxă mare de 3,99082 UAi, o excentricitate de 0,25, o înclinație de 4,52116 ° în raport cu ecliptica.